# Sniježnica Konavoska
Sniježnica Konavoska ili dubrovačka Sniježnica je najjužniji gorski greben Dinarskog gorja u Hrvatskoj. Gorski greben sadašnje Sniježnice povrh antičkog grada Epidauruma (Cavtata) bio je u ono doba poznat pod imenom Mons Cadmeus. S najvišeg vrha Sniježnice pruža se pogled na Konavosko polje, zračnu luku u Čilipima, Elafite, Mljet, Korčulu, Lastovo i poluotok Pelješac, na bosanske i hercegovačke visoke planine Čvrsnicu, Prenj, Velež, Zelengoru i druge, pa na crnogorske planine Durmitor, Orjen, Subru i Lovćen te na jugoistok do Komova i Prokletija. Na blagdan Duhova tradicijski se održava hodočašće na najviši vrh Sniježnice Sv. Iliju do istoimene kapelice.

## Zemljopisni položaj
Sniježnica se nalazi na krajnjem jugu Hrvatske u Konavlima iznad mjesta Kuna Konavoska.  Iz Kune prema vrhu vodi lijepa i dobro očuvana utabana cesta iz doba Austrougarske. Postoji i kraći put koje na nekoliko mjesta presjeca karavanski put.
To je zapadni ogranak visokog Orjena (1894 m) koji se pruža smjerom sjeverozapad-jugoistok u dužini do 52 km, između Dubrovačkog primorja i Popovog polja u zaleđu Hercegovine. 
Zapadna granica prema nižem gorju Žaba (953 m) kod ušća Neretve je duboka udolina Orahov Do - Ravno iznad Slanog, a jasna istočna granica prema višem masivu Orjena je sedlo Jablan Do - Grab (839 m) iznad Konavala na hrvatsko-hercegovačko-crnogorskoj tromeđi.
Srednji i zapadni ogranak tog gorja iznad Dubrovnika duž hercegovačke granice je niži valoviti greben s desetak vrhova između 800-900m visine. Najviši vrhunci gorskog grebena Sniježnice Konavoske se uzdižu na jugoistoku iznad Konavala: glavni vrh Sveti Ilija, 1234 m iznad Kune Konavoske, a istočnije su još Velji vrh 1156 m, Kosmać 1046 m i najistočniji Štedar 1165 m uz hercegovačku granicu. 
Jugoistočno od same Sniježnice, iznad Konavala duž crnogorske granice je posebni brdski greben Bjelotina s najvišim vrhom Katunica (1125 m) što je već jugozapadni ogranak višeg Orjena u zaobalju. Dio tih područja Sniježnice i Bjelotine je još uvijek miniran i opasan.

## Biljni pokrov
Padine Sniježnice pokrivene se rijetkim sredozemnim ljekovitim biljem i raslinjem, pelinom, vrijeskom, grabom (Ostrya carpinifolia), smrijekom i makijom. Na Snježnici raste i zagonetna biljka mandragora, čiji se korijen povezuje s magičnim i ljekovitim svojstvima.
Niže primorske padine na jugu prekrivaju tvrdolisne makije u mozaiku s borovim šumama koje su od nedavnog rata do danas uzastopno stradale u nizu požara. U gorskim ponikvama i klancima su manje šumice balkanskog javora gluhača (Acer obtusatum). Oko najviših istočnih vrhova Sniježnice ima i visokih šuma hrasta sladuna (Quercus farnetto) koje su također dijelom izgorjele, a na najistočnijem vrhu Štedar je u Hrvatskoj jedino nalazište malobrojnog bora munjika (Pinus heldreichii).

## Vrhovi Sniježnice
Najviši vrh Sniježnice je Ilijin vrh, a nalazi se na 1234 metra visine.
Ostali vrhovi su:
- Velji vrh 1156 m,
- Kosmać 1046 m,
- Štedar 1165 m

## Slike
- Pogled s Ilijinog vrha prema Dubrovniku
- Kapela sv. Ilije na vrhu

## Vanjske poveznice
|  | Zajednički poslužitelj ima još gradiva o temi Sniježnica (Konavle) |